# Kreis Baulmes
| Kreis Baulmes           | Kreis Baulmes      |
| Basisdaten              | Basisdaten         |
| ----------------------- | ------------------ |
| Staat:                  | Schweiz            |
| Kanton:                 | Waadt (VD)         |
| Bezirk:                 | Orbe               |
| Hauptort:               | Baulmes            |
| Fläche:                 | 61,62 km²          |
| Einwohner:              | 3'706 (31.12.2023) |
| Bevölkerungsdichte:     | 60 Einw. pro km²   |
| Aufgehoben am:          | 31. Dezember 2006  |
| Karte                   |                    |
| Karte von Kreis Baulmes |                    |

Der Kreis Baulmes (französisch Cercle de Baulmes) war bis zum 31. August 2006 eine Verwaltungseinheit des Bezirks Orbe im Kanton Waadt in der Schweiz. Sitz des Kreisamtes war Baulmes.
Der Kreis umfasste sieben Gemeinden und war 61,62 km² gross. Die Gemeinden des ehemaligen Kreises zählten Ende 2023 3'706 Einwohner.
| Wappen               | Name der Gemeinde    | Einwohner (31. Dezember 2023) | Fläche in km² | Einw. pro km² |
| -------------------- | -------------------- | ----------------------------- | ------------- | ------------- |
| Baulmes              | Baulmes              | 1'146                         | 22,50         | 51            |
| L'Abergement         | L’Abergement         | 268                           | 5,79          | 46            |
| Lignerolle           | Lignerolle           | 462                           | 10,64         | 43            |
| Rances               | Rances               | 525                           | 9,83          | 53            |
| Sergey               | Sergey               | 137                           | 1,46          | 94            |
| Valeyres-sous-Rances | Valeyres-sous-Rances | 583                           | 6,34          | 92            |
| Vuiteboeuf           | Vuiteboeuf           | 585                           | 5,06          | 116           |
| Total (7)            | Total (7)            | 3'706                         | 61,62         | 60            |